# Camugnano

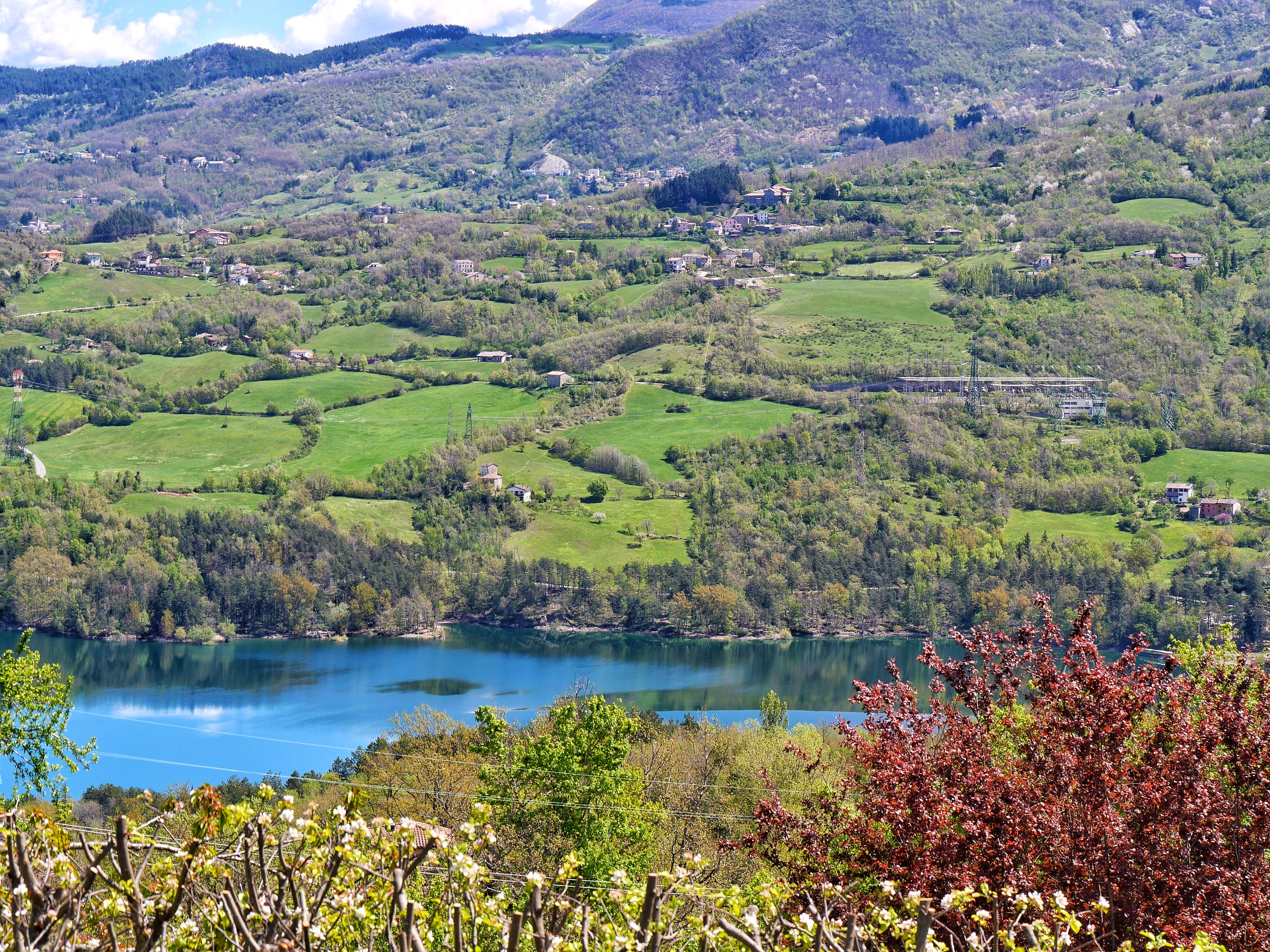
Landschaft bei Camugnano

Camugnano ist eine italienische Gemeinde (comune) mit 1863 Einwohnern (Stand 31. Dezember 2023) in der Metropolitanstadt Bologna in der Emilia-Romagna. Die Gemeinde liegt etwa 42 Kilometer südwestlich von Bologna am Parco regionale dei laghi Suviana e Brasimone. Camugnano grenzt an die Provinzen Pistoia und Prato. Ein Teil des Lago di Suviana liegt im westlichen Gemeindegebiet, der Lago di Brasimone vollständig im Südosten der Gemeinde.